# Cabo Haitiano (arrondissement)
Cabo Haitiano (em crioulo, Kap Ayisyen), é um arrondissement do Haiti, situado no departamento do Norte. De acordo com o censo de 2003, Cabo Haitiano tem uma população total de 240.708 habitantes.

## Comunas
O arrondissement de Cabo Haitiano é composto por 3 comunas.
- Cap-Haïtien
- Limonade
- Quartier Morin